# Медин
Медин (на руски: Медынь) е град в Русия, административен център на Медински район, Калужка област. Населението на града към 1 януари 2018 е 8109 души.